# 8 cm Granatwerfer 34
El 8 cm Granatwerfer 34 (8 cm GrW 34) fue el mortero estándar de la infantería alemana durante la Segunda Guerra Mundial. Era conocido por su precisión y alta cadencia de disparo.

## Historia
El arma era de diseño convencional y se desarmaba en tres partes (cañón de ánima lisa, bípode y placa base) para su transporte. Unidas al bípode se hallaban una perilla de rotación y una perilla para nivelación debajo del mecanismo de elevación. Una mira panorámica estaba montada sobre el yugo del mecanismo de rotación para ajustes finos. Una línea en el cañón podía ser empleada para apuntamiento rápido.
El 8 cm GrW 34/1 era una adaptación para emplearse a bordo de vehículos como artillería autopropulsada. Se produjo una versión aligerada con cañón más corto, designada como kurzer 8 cm Granatwerfer 42.
El mortero disparaba proyectiles convencionales de 80 mm y 3,5 kg (de alto poder explosivo, o fumígenos), equipados con espoletas de impacto. El alcance podía incrementarse al introducir hasta tres cargas de pólvora adicionales entre las aletas del proyectil.